# Boraria monticolens
Boraria monticolens är en mångfotingart som beskrevs av Chamberlin 1951. Boraria monticolens ingår i släktet Boraria och familjen Xystodesmidae. Inga underarter finns listade i Catalogue of Life.